# Syndicat Français de la Critique de Cinéma et des Films de Télévision

Logo der Organisation

Das Syndicat Français de la Critique de Cinéma et des Films de Télévision (bis 2004 Syndicat Français de la Critique de Cinéma – SFCC) ist die Interessenvertretung der französischen Journalisten sowie Schriftsteller aus der Film- und Fernsehbranche.

## Geschichte und Wirken
Die Vereinigung wurde am 9. März 1947 als Association Française de la Critique de Cinéma (AFCC) gegründet. 1981 wurde sie zum Berufsverband umfunktioniert und trat von da an unter dem neuen Namen Syndicat Français de la Critique de Cinéma (SFCC) in Erscheinung. In Anerkennung der Arbeit von Mitgliedern aus der Fernsehbranche erfolgte im Jahr 2004 die offizielle Umbenennung in Syndicat Français de la Critique de Cinéma et des Films de Télévision, obwohl die Organisation noch heute unter ihrem abgekürzten Namen bekannt ist. Sitz des Verbandes ist Paris. Gegenwärtiger Präsident ist Jean-Jacques Bernard.
Ziel des SFCC ist es, die berufsständischen Interessen seiner Mitglieder zu vertreten, sich für die Freiheit der Kritik und Information und das Filmschaffen einzusetzen. Es fungiert mit seinen mehr als 260 Mitgliedern außerdem als nationale Sektion des internationalen Filmjournalistenverbandes Fédération Internationale de la Presse Cinématographique (FIPRESCI). In Zusammenarbeit mit der FIPRESCI entsendet das SFCC Journalisten in Jurys internationaler Filmfestivals. In Frankreich entsendet der Verband Mitglieder in Jurys der Filmfestivals von Arras, Biarritz, Poitiers, Toulouse und Trouville. Darüber hinaus rief das SFCC 1962 bei den Internationalen Filmfestspielen von Cannes mit der Semaine de la critique (seit 2008 Semaine internationale de la critique) eine erste parallel zum Wettbewerb um die Goldene Palme veranstaltete unabhängige Filmreihe ins Leben, die sich der Entdeckung neuer Talente widmet.
Das französische bzw. internationale Filmschaffen wird vom SFCC u. a. durch die Vergabe mehrerer Auszeichnungen (Prix du Syndicat Français de la Critique) gewürdigt. Noch im Jahr der Gründung wurde ein nach dem französischen Filmpionier Georges Méliès benannter Filmpreis (Prix Méliès) ins Leben gerufen. Mit diesem zeichnet eine Jury aus Mitgliedern seither die beste nationale Kinoproduktion des Jahres aus. Seit 1967 ehrt der Prix Léon Moussinac, benannt nach dem gleichnamigen französischen Filmkritiker (1890–1964), die beste ausländische Filmproduktion, die in Frankreich veröffentlicht wurde. Es folgten Kategorien für den besten Kurzfilm (seit 1973), den besten Debütfilm (seit 2000) und die beste französische Koproduktion in französischer Sprache (Film singulier francophone, seit 2008). Darüber hinaus vergibt der Verband auch Preise in den Sparten Literatur (seit 1978), DVD-Video- bzw. Blu-ray-Veröffentlichungen (seit 2005) und Fernsehen (seit 2005).

## Prix du Syndicat Français de la Critique
Überblick über die von der Organisation als Prix du Syndicat Français de la Critique vergebenen Preissparten und -kategorien. Der Preis wird jährlich Anfang Februar rückwirkend für das vergangene Kalenderjahr vergeben.

### Kino („Prix Cinéma“)
| Kategorie                       | Originalbezeichnung                          | Vergeben seit |
| ------------------------------- | -------------------------------------------- | ------------- |
| Bester französischer Film       | Meilleur film français / Prix Méliès         | 1947          |
| Bester ausländischer Film       | Meilleur film étranger / Prix Léon Moussinac | 1967          |
| Bestes französisches Filmdebüt  | Meilleur premier long métrage français       | 2000          |
| Beste französische Koproduktion | Film singulier francophone                   | 2008          |
| Bester französischer Kurzfilm   | Meilleur court métrage français              | 1973          |

### Fernsehen („Prix Télévision“)
| Kategorie                    | Originalbezeichnung                 |
| ---------------------------- | ----------------------------------- |
| Bester Fernsehfilm           | Meilleure fiction de télévision     |
| Bester Fernsehdokumentarfilm | Meilleur documentaire de télévision |
| Beste Fernsehserie           | Meilleure série française           |

### DVD- und Blu-Ray-Veröffentlichungen („Prix DVD/Blu-Ray“)
| Kategorie          | Originalbezeichnung     |
| ------------------ | ----------------------- |
| Beste neue DVD     | Meilleur DVD récent     |
| Beste DVD-Box-Set  | Meilleur Coffret DVD    |
| Bestes DVD-Erbe    | Meilleur DVD Patrimoine |
| Beste Blu-ray Disc | Meilleur Blu-ray        |